# الصراع في شمال لبنان 2007
بدأ الصراع في شمال لبنان عام 2007 عندما اندلع القتال بين مجموعة فتح الإسلام، وهي منظمة إسلامية متشددة، والجيش اللبناني في 20 مايو 2007 في مخيم نهر البارد، وهو مخيم للاجئين الفلسطينيين تابع لوكالة الأمم المتحدة لإغاثة وتشغيل اللاجئين الفلسطينيين (الأونروا) بالقرب من طرابلس.
يعد هذا الصراع أعنف اقتتال داخلي منذ الحرب الأهلية اللبنانية 1975–90، وكان قد دار حول مخيم نهر البارد، إضافة إلى الاشتباكات التي وقعت في مخيم عين الحلوة للاجئين في جنوب لبنان، وتفجيرات أخرى في وحول العاصمة اللبنانية بيروت. انتهى الصراع في سبتمبر 2007.

## خلفية

### مخيم نهر البارد للاجئين
يستضيف لبنان أكثر من 400 ألف لاجئ فلسطيني، يعيش حوالي 215 ألف منهم في مخيمات، بمن فيهم أحفاد أولئك الذين لجـأوا من فلسطين خلال الحرب العربية الإسرائيلية عام 1948. في عام 1962، جرى تصنيف الفلسطينيين واعتبارهم أجانب في لبنان، بصرف النظر عن المدة التي قضوها هناك. مُنِع غير اللبنانيين، ومن بينهم اللاجئين، من العمل في أكثر من 70 مهنة وحرفة حتى عام 2005، عندما سمح لهم قانون جديد من العمل في 50 وظيفة منها.
تركت الحرب الأهلية الحكومة اللبنانية وعموم الشعب اللبناني في حالة ارتياب شديد بشأن اللاجئين الفلسطينيين بسبب انخراطهم في الحرب اللبنانية. كانت المشكلة الرئيسية في اتفاق القاهرة الذي وقعته الحكومة اللبنانية والحركة الفلسطينية، والذي رفضته الحركات المسيحية التي اعتبرت الاتفاق ضد سيادة لبنان لأنه جعل الحركات الفلسطينية حرة بلا ضوابط، وفوق ذلك، بموجب الاتفاق العربي عام 1969، الذي ألغاه البرلمان اللبناني في منتصف الثمانينات، كانت الحكومة معارضة لدخول المخيمات. يمنع على سكان المخيمات الحاليين الوصول إلى وطنهم أو الدول العربية المجاورة.
يقع مخيم نهر البارد للاجئين الفلسطينيين على بعد 16 كم شمال طرابلس بالقرب من الطريق الساحلي، وكان يخضع للفحص الدقيق والرقابة منذ فبراير، بعدما فجرت حافلتين في عين علق، وهي قرية تقطنها أغلبية مسيحية بالقرب من بكفيا. اتهم مسلحو مجموعة فتح الإسلام المتمركزون في المخيم بالوقوف وراء التفجيرات. يعيش حوالي 30 ألف لاجئ فلسطيني هناك.

## الجدول الزمني

### 20 مايو: بدء القتال في طرابلس ومخيم نهر البارد
بدأ القتال في الصباح الباكر بعد مداهمة للشرطة لمنزل في طرابلس كان يستخدمه على ما يبدو مسلحون من مجموعة فتح الإسلام. بدأت الجماعة المسلحة بعد ذلك بإطلاق النار على قوات الأمن اللبنانية التي ردت بدورها، ما أدى إلى اندلاع اشتباكات في محيط مخيم نهر البارد للاجئين الفلسطينيين بالقرب من طرابلس. بحسب ما ورد قاوم الرجال الاعتقال وبدأت أعمال شغب في الشوارع المجاورة. بعد ذلك، هاجم مسلحون نقطة عسكرية لبنانية عند بوابة المخيم، وقتلوا 27 جنديًا خلال نومهم، واستولوا على عدة سيارات وقتلوا أيضًا عددًا غير محدد من المدنيين الذين جاؤوا لإنقاذ الجيش اللبناني.

### 21 – 31 مايو: مخيم نهار البارد تحت الحصار
رغم الحديث عن وقف إطلاق النار، واصل مسلحو مجموعة فتح الإسلام قتالهم للجيش اللبناني في أطراف المخيم، فيما واصلت الدبابات والمدفعية اللبنانية قصف مواقعهم هناك. حتى هذه اللحظة، كان المخيم محاطًا بالكامل بالجيش اللبناني الذي حشد مزيدًا من القوات والدبابات وناقلات الجند المدرعة، وكان مطار بيروت مسرحًا للعديد من شحنات المساعدات العسكرية، كانت معظمها من الولايات المتحدة.

### 1 – 2 يونيو: أول هجوم للجيش اللبناني
احتشدت الدبابات خارج مخيم نهر البارد وبدأت هجومًا بريًا. وتركز القتال على المداخل الجنوبية والشمالية للمخيم. وقتل ما لا يقل عن 19 شخصًا بينهم ثلاثة جنود. وكان من بين القتلى القيادي البارز في مجموعة فتح الإسلام أبو رياض الذي قتل برصاص قناص من الجيش اللبناني. بعد 48 ساعة من القتال انتهت المعركة وصُدَّ الجيش.